# Uffe & Bosse
Uffe & Bosse är en finländsk visduo, ursprungligen från Pernå, som består av bröderna Ulf Andersson (född 1945) och Bo Andersson (född 1946). 
Efter att ha vunnit en talangtävling 1958 blev Uffe & Bosse snabbt populära i hela Svenskfinland. De gav ut sin första skiva 1966 och två år senare blev i Jakobstad utsedda till Svenskfinlands bästa duo. De medverkade därefter i ett flertal Borgårevyer samt radio- och tv-program och i början av 1970-talet samarbetade de med Monica Aspelund och turnerade också med henne några år i Sverige under namnet "Vi Finns". De gav 1978 ut musikalbumet "Mosabackatango" 1978 och medverkade på Visfestivalen i Västervik 1981. Deras andra musikalbum "Rundgången" utkom 1987. De gör fortfarande uppträdanden och utgav 2006 en samlings-cd med sina populäraste visor.